# Pont Vielh
Le pont Vielh (ou pont Vieil voire également pont Vieux), est un pont traversant la Durolle dans la Vallée des Usines à Thiers en Auvergne. Mentionné comme « très ancien » déjà en 1476, il est fièrement le plus vieux pont de la ville de Thiers.
En octobre 2022, les bénévoles de l'association locale des « Amis du patrimoine thiernois » défrichent et nettoient le pont afin de permettre sa réutilisation et sa réouverture au public.

## Situation et accès

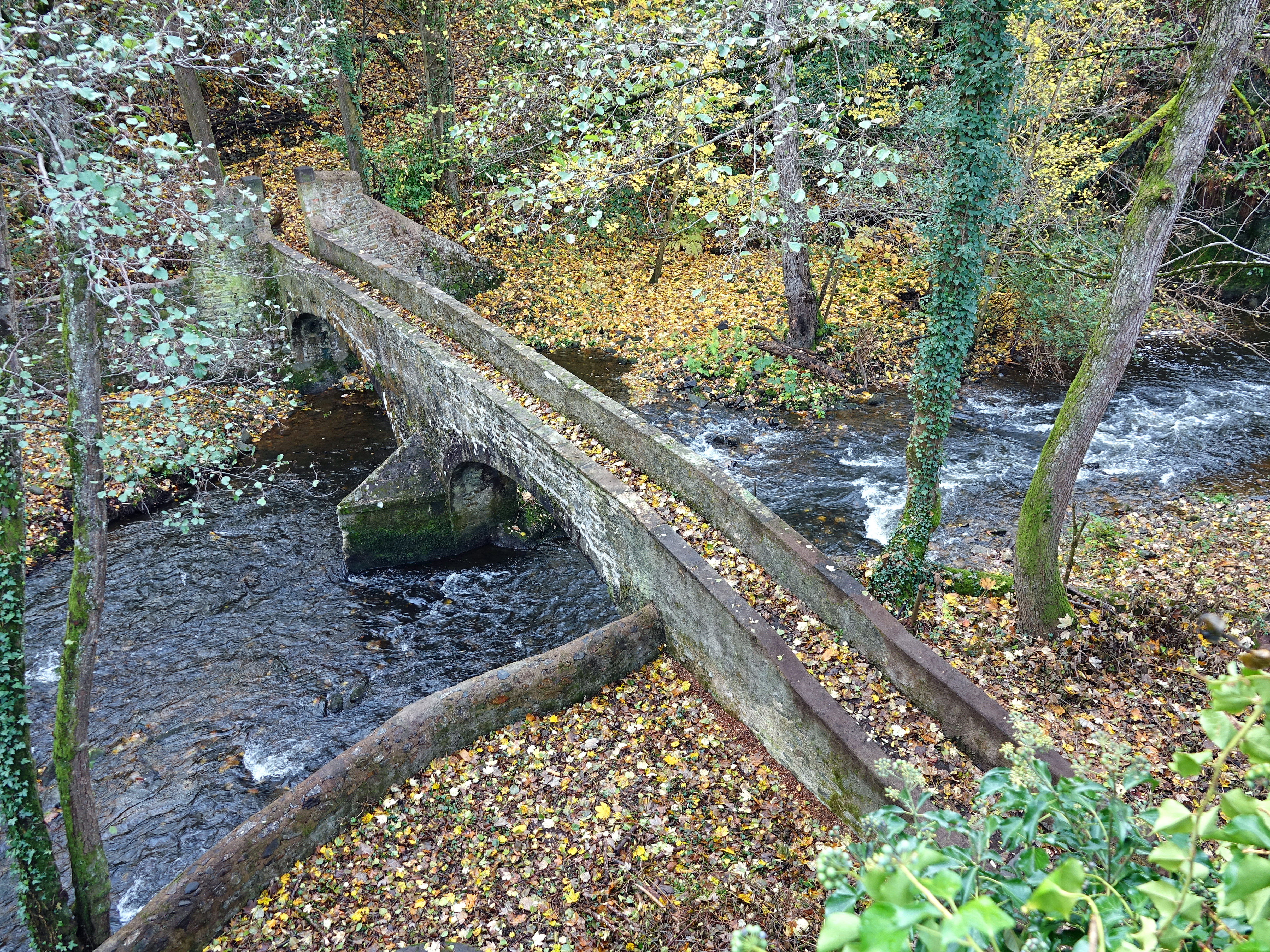
Vue générale du pont Vielh (2022)

Le pont est situé dans la Vallée des Usines, près du pont de Saint-Roch qui lui est plus grand et plus moderne. Il relie les deux berges de la Durolle sur l'emplacement d'un ancien chemin reliant la cité médiévale de Thiers par l'avenue Edgar-Quinet — située plus en hauteur dans la vallée — vers le village de Dégoulat qui existe déjà au XVe siècle. Le chemin, nommé « le chemin de Thiart au Pont Vielh » (traduit en français : « le chemin de Thiers au Pont Vieux »), traverse donc la Durolle à cet endroit,.

## Histoire

### Mention dans les terriers
Son nom vient de l'auvergnat Pont Vielh signifiant « Pont Vieux »,.
Au XVe siècle, précisément en 1476, le pont est cité comme « très ancien » et donne son nom au territoire qui dessert : « Le Teroir Pont Vielh » (traduit en français : « Le terroir du Pont Vieux »). Ce territoire correspond actuellement aux environs de la chapelle Saint-Roch, une partie du faubourg de la Vidalie et du village de Dégoulat.

### Construction de l'avenue Pierre-Guérin

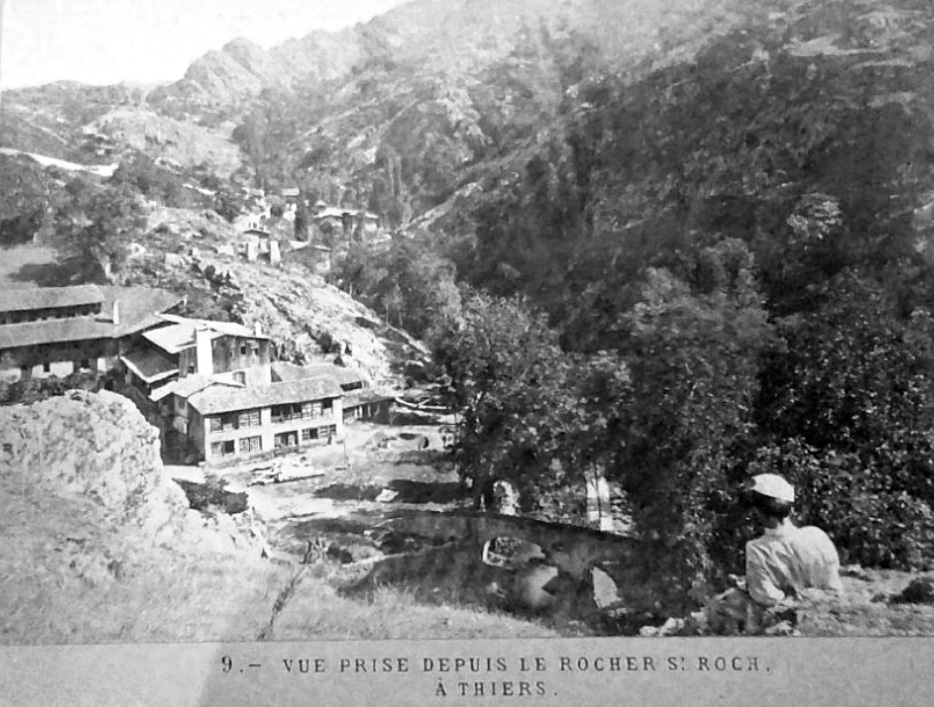
Le secteur du pont Vielh avant la construction du pont-virage de l'avenue Pierre Guérin vers 1880

Dans le dernier quart du XIXe siècle, une route d'abord nommée « la Vallée » par les Thiernois est construite. Elle est ensuite découpée en deux noms officiels utilisés par la mairie de Thiers dans la deuxième partie du XXe siècle : l'avenue Joseph-Claussat pour la partie basse au pont de Seychal et l'avenue Pierre-Guérin pour la partie haute. Seulement, la construction de cette route perturbe fortement le tracé du chemin initial. La route, qui est surélevée par rapport au chemin, traverse deux fois ce dernier. Un petit passage (tunnel) est alors creusé sous la future avenue Pierre Guérin pour permettre la circulation piétonne sur le pont. C'est donc en parallèle des travaux de construction du pont Saint Roch (1882) et un peu plus tard de la rue de l'Industrie (1885) que le pont-virage soutenant l'avenue Pierre Guérin est construit. Le pont Vielh est également reconstruit en 1812 comme l’indique la date gravée sur sa clé de voute.

### Progressif abandon du site

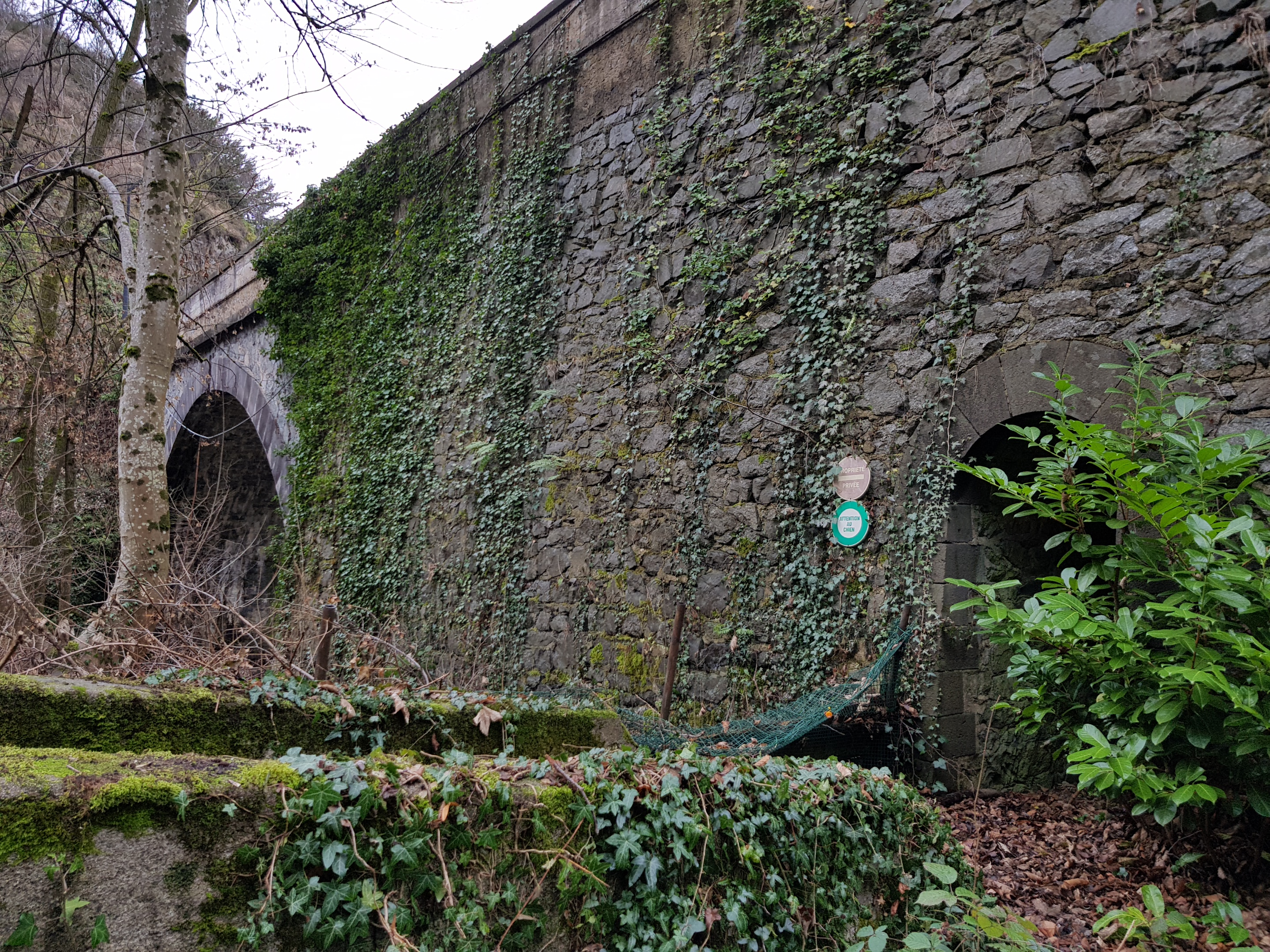
Le bout du pont Vielh en bas à gauche et le mur qui soutient l'avenue Pierre-Guérin à droite.

Le pont Vielh, situé dans les gorges profondes de la Durolle, n'est pas facilement accessible. En effet, le chemin venant depuis la rue Edgar-Quinet est bouché au niveau du passage sous l'avenue Pierre Guérin. Le secteur devient privé et l’accès au public est fermé vraisemblablement dès la fin du XIXe siècle. La direction vers Dégoulat, via Saint-Roch, est laissée à l'abandon pendant des décennies, ce qui laisse la végétation pousser et envahir tout accès au pont. Seul un petit passage difficilement praticable vers l'est est possible pour des piétons.

### Défrichage et réhabilitation
En octobre 2022, l'association des « Amis du patrimoine thiernois » décide de s'intéresser au pont Vielh afin de lui redonner sa fonction d'origine et permettre la traversée de la Durolle au niveau de la chapelle Saint-Roch. Le 23 octobre de la même année, le pont est totalement défriché de la végétation qui l'étouffait.

## Architecture

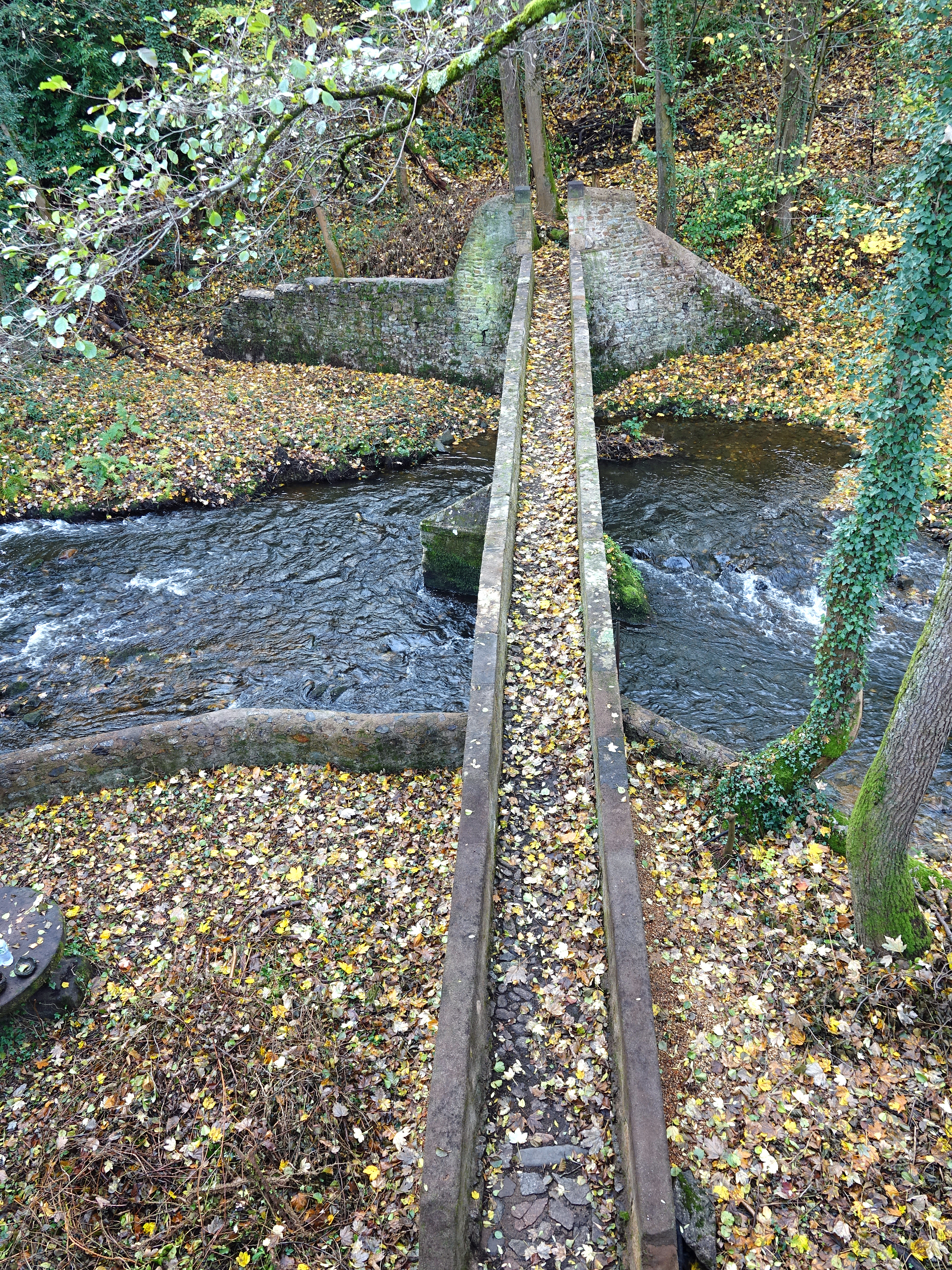
Vue du tablier du pont Vielh (2022)

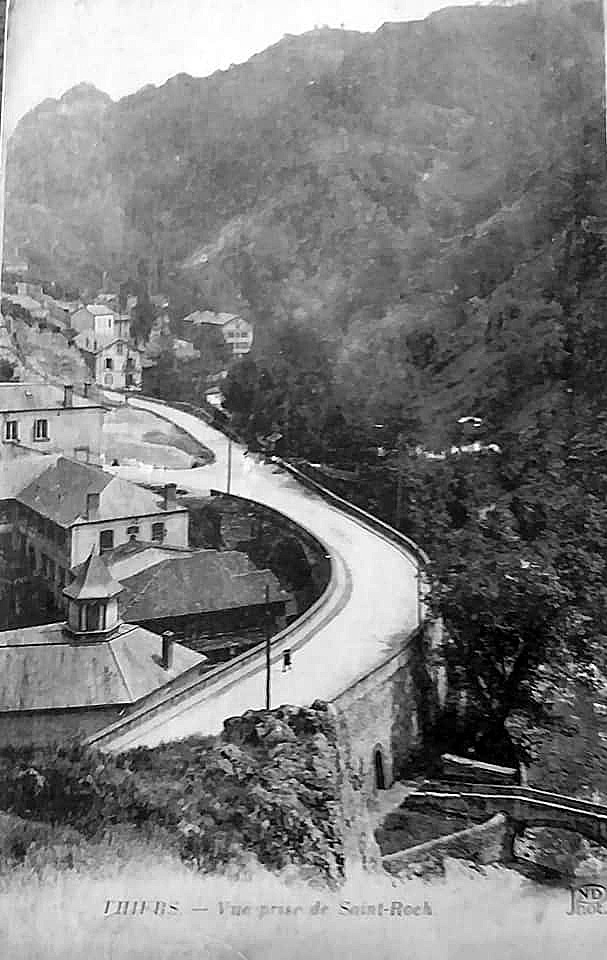
Le secteur du pont Vielh vers 1900 (le pont est en bas à droite de la photo). Le pont-virage de l'avenue Pierre Guérin est construit depuis la fin du XIXe siècle.

Le pont était piéton (ou passage via une monture) du fait de la faible largeur de son tablier d’environ un mètre. Il possède une allure générale élancée et harmonieuse au-dessus de la Durolle. Sa pile se situe au milieu du lit de la rivière et est en appui sur un rocher. C’est ce rocher affleurant du lit de la Durolle qui a décidé du choix de l’emplacement d’un pont à cet endroit dès le Moyen-Age. La pile est protégée en amont par un avant-bec pour briser le courant parfois violent de la rivière. Le pont est constitué de deux arches « anse de panier » dissymétriques, celle rive gauche ayant la plus grande portée. Deux culées en murs maçonnés sont présentes de chaque côté du pont et forment des plateformes sur les deux rives. Ces structures protègent les bases du pont lors des fortes crues, seule la pile subit la pression du courant encaissée par son avant-bec.
Côté rive gauche, en amont, une date est gravée au niveau de la clé de voute de la grande arche : 1812. Elle correspond à la date de reconstruction du pont au début du XIXe siècle mais aucune texte n'a été retrouvé pour en connaitre la raison (mauvais état, destruction par une crue, manque d'entretien...). Rien n’indique si le vieux pont est reconstruit à l’identique mais les arches en « anse de panier » trahissent une structure moderne du pont et non pas médiévale. On observe sur les pierres de la voute d’autres chiffres dont un 4 isolé. Ce chiffre « 4 » se retrouve assez fréquemment sur les ponts par superstition. En effet, en retirant la barre oblique du 4, on obtient la croix chrétienne qui est censée repousser les mauvais esprits et protéger le pont de la destruction.

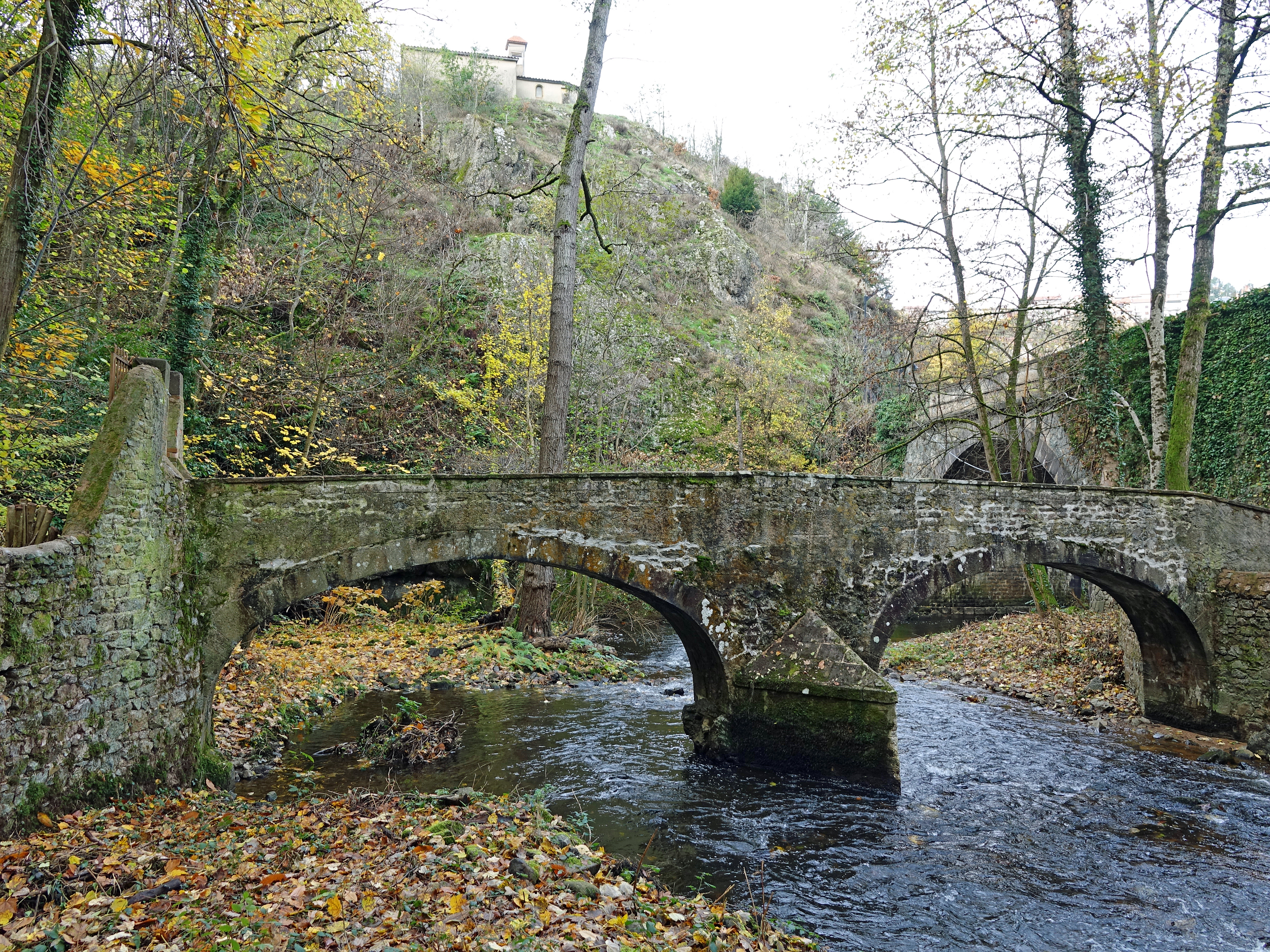
Le pont Vielh vue amont, en arrière-plan la chapelle Saint Roch

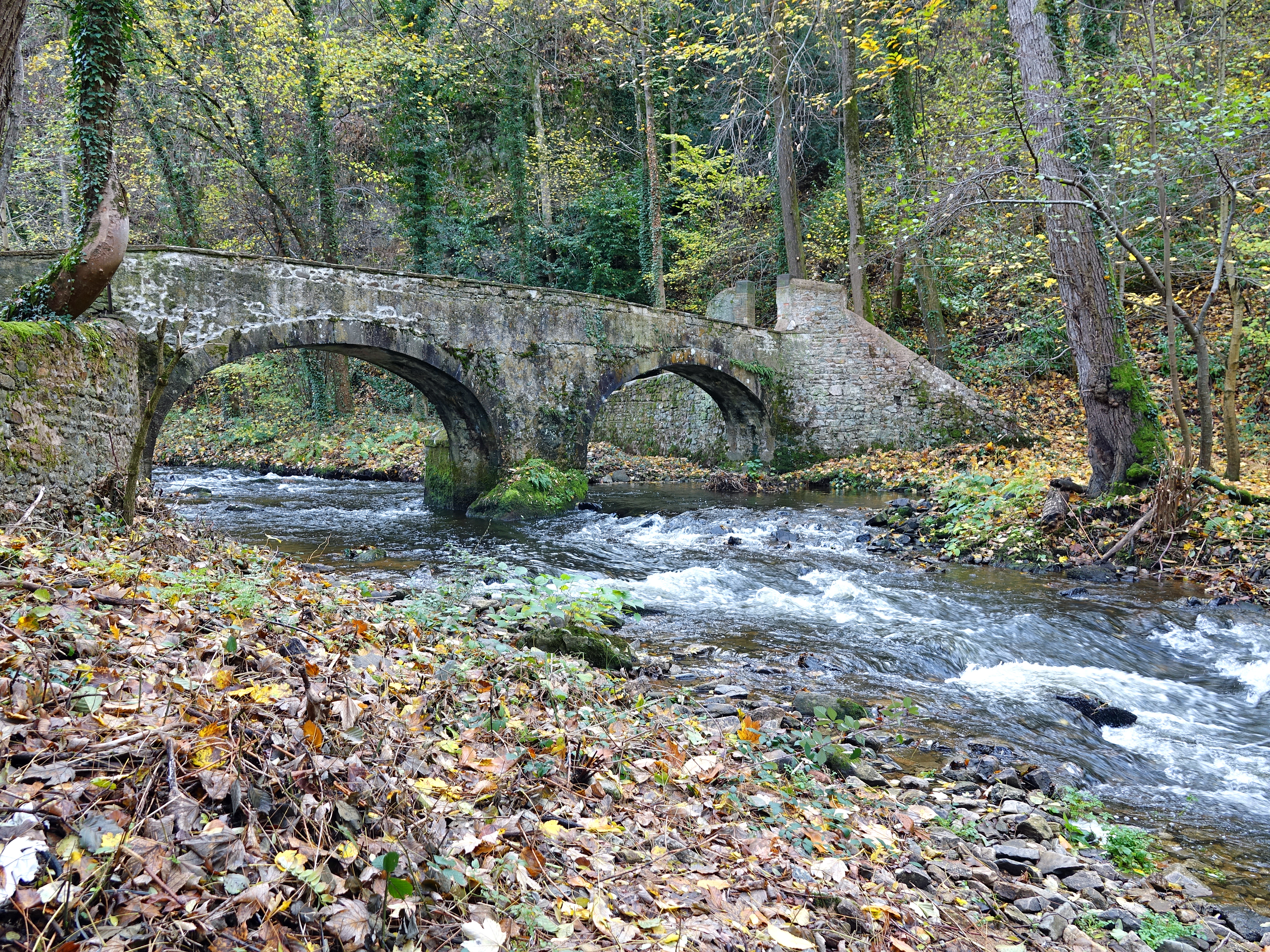
Le pont Vielh vue aval

## Plan général
| Plan général du quartier Saint-Roch    | Plan général du quartier Saint-Roch | Plan général du quartier Saint-Roch | Plan d'une partie de la vallée des Usines. |
| Voies de communication                 | Autre                               |                                     | Plan d'une partie de la vallée des Usines. |
| 1 : Avenue Pierre-Guérin               | A : La rivière Durolle              |                                     | Plan d'une partie de la vallée des Usines. |
| 2 : Pont de Saint-Roch                 | B : Village de Dégoulat             |                                     | Plan d'une partie de la vallée des Usines. |
| 3 : Rue Edgar-Quinet                   | † : Chapelle Saint-Roch             |                                     | Plan d'une partie de la vallée des Usines. |
| 4 : « chemin de Thiart au Pont Vielh » |                                     |                                     | Plan d'une partie de la vallée des Usines. |
| 5 : Pont Vielh (ou Pont Vieil)         |                                     |                                     | Plan d'une partie de la vallée des Usines. |

## État du pont
La structure en elle-même du pont n'est pas encore en danger mais la végétation recouvrait jusqu'en 2022 une partie de l'édifice. Des ronce communes saturaient l'espace des berges de la Durolle tandis que le lierre grimpant commençait à s'agripper sur les extrémités de la structure. De la Bryophyta (ou mousse végétale) s'installait progressivement sur le tablier du pont et sur l'unique bec du pont qui protège son unique pile.

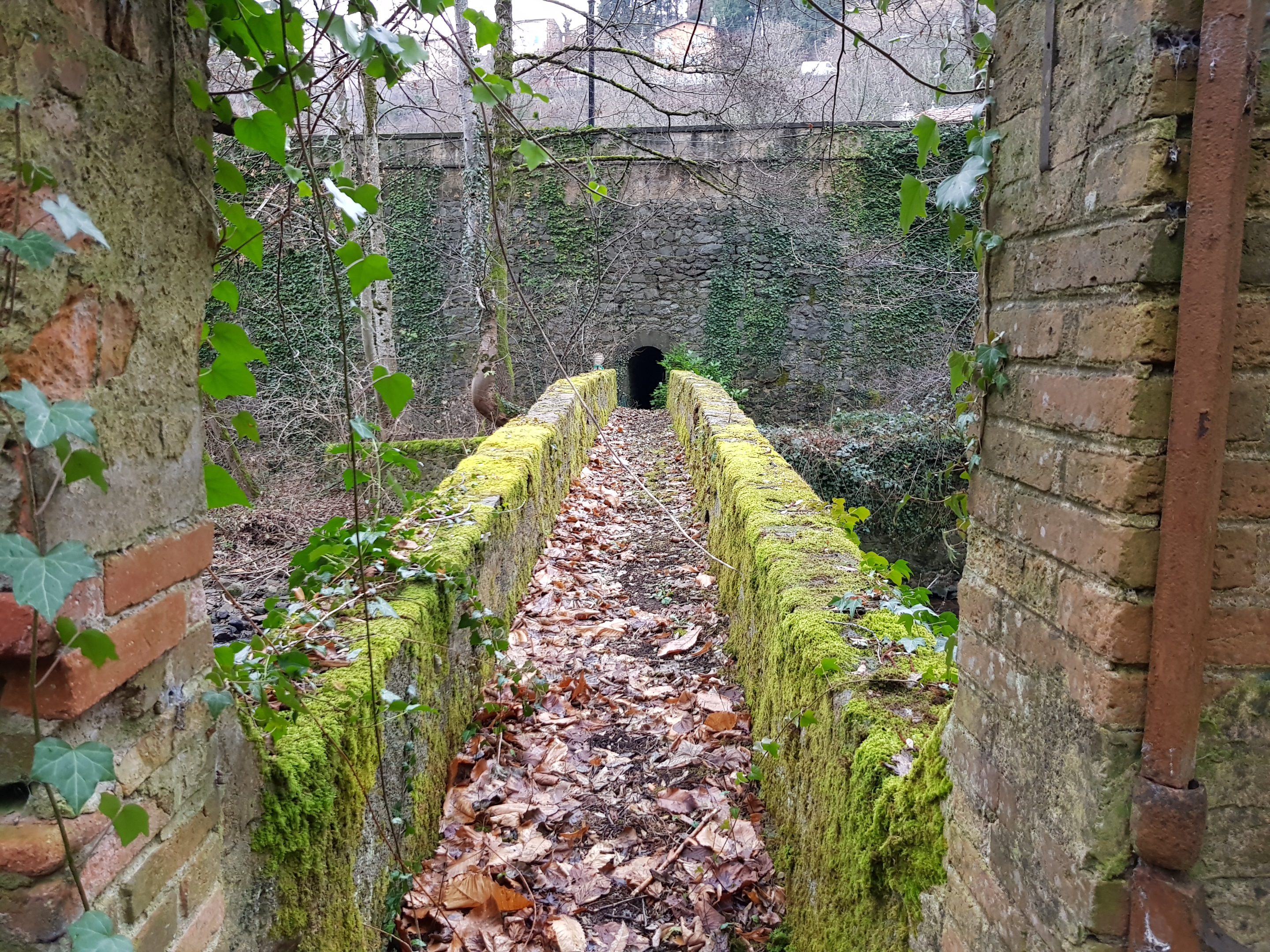
Le tablier du pont Vielh en 2019.
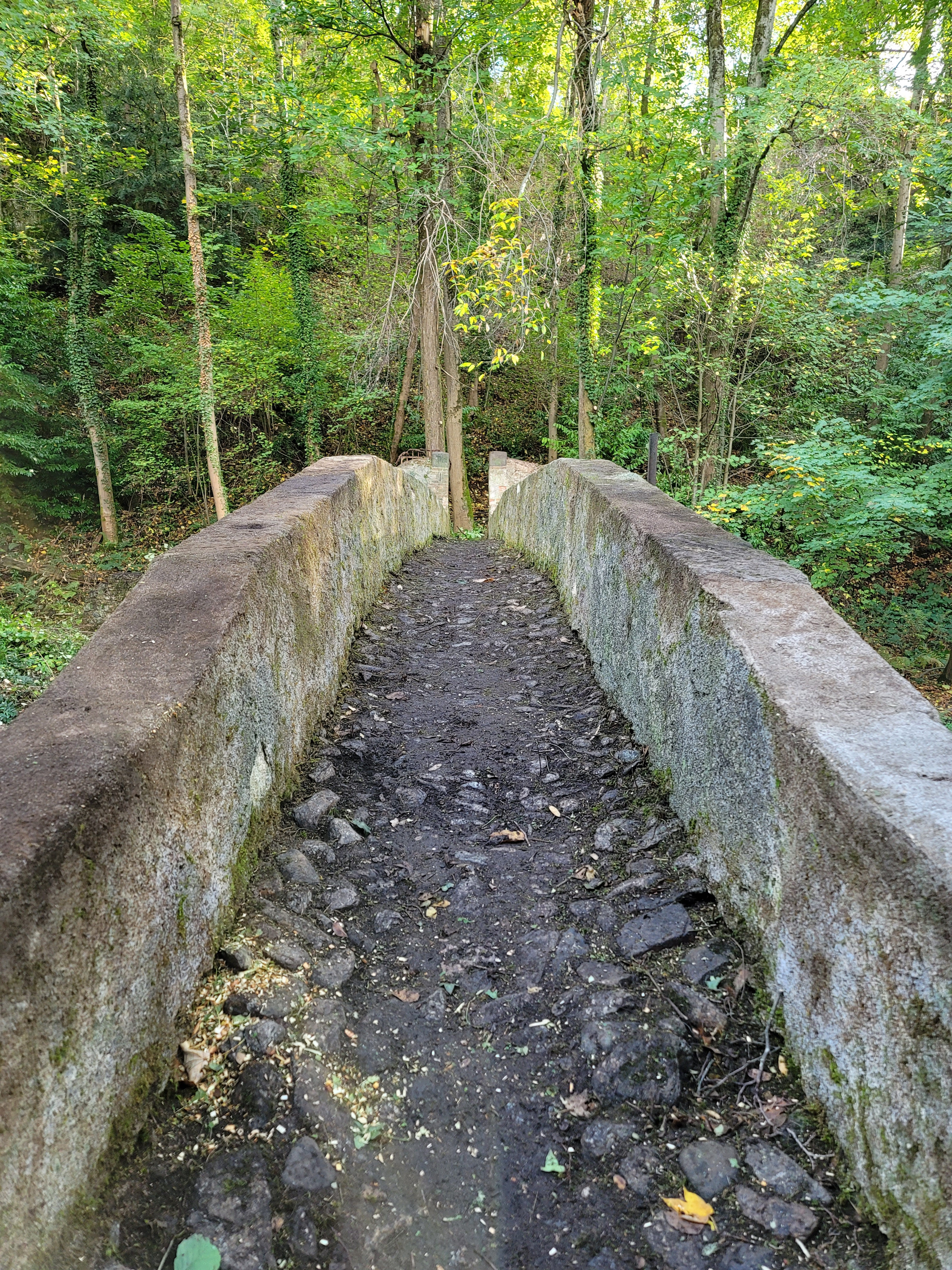
Le tablier du pont en octobre 2022.
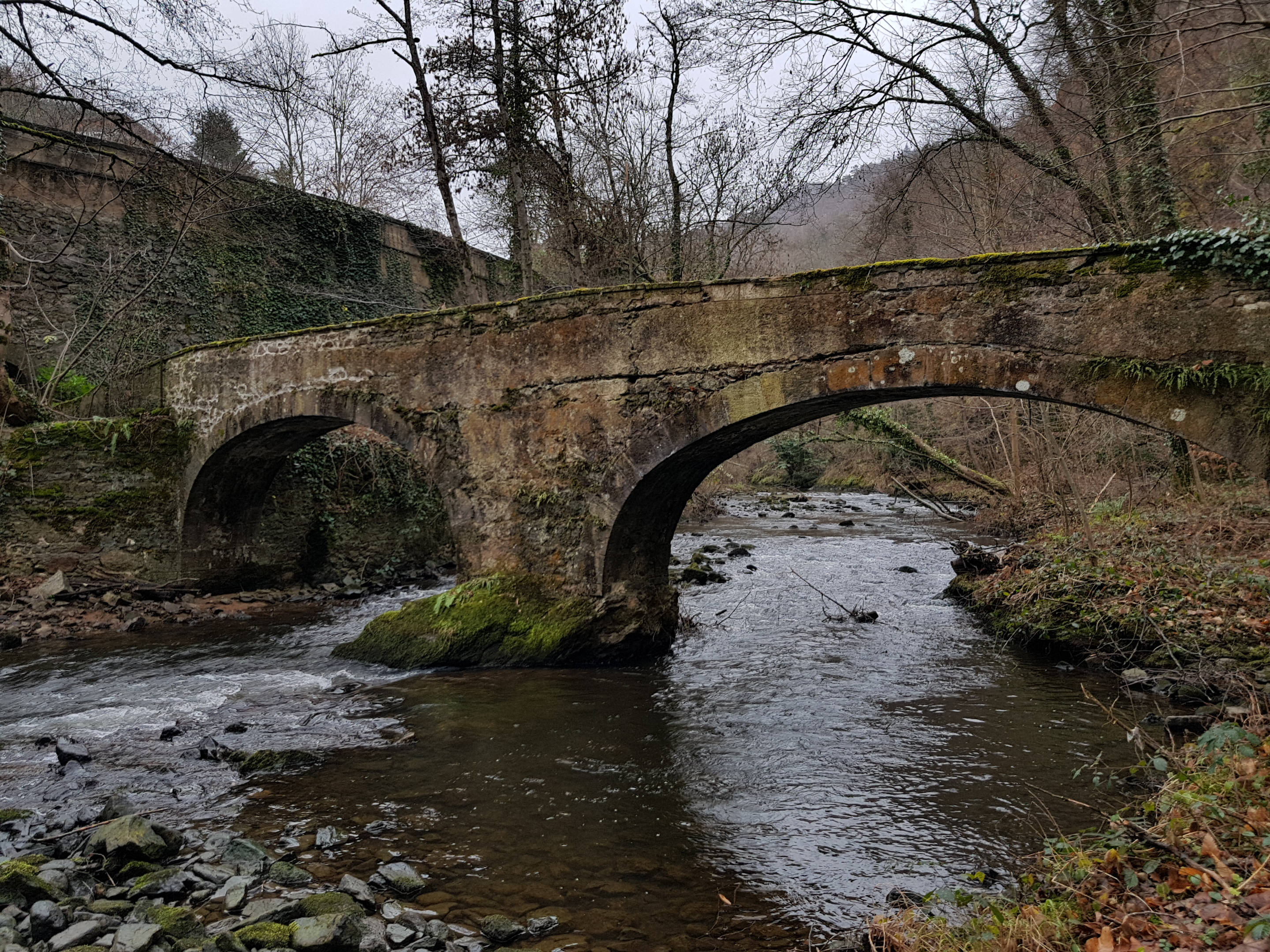
Le pont côté aval de la rivière.
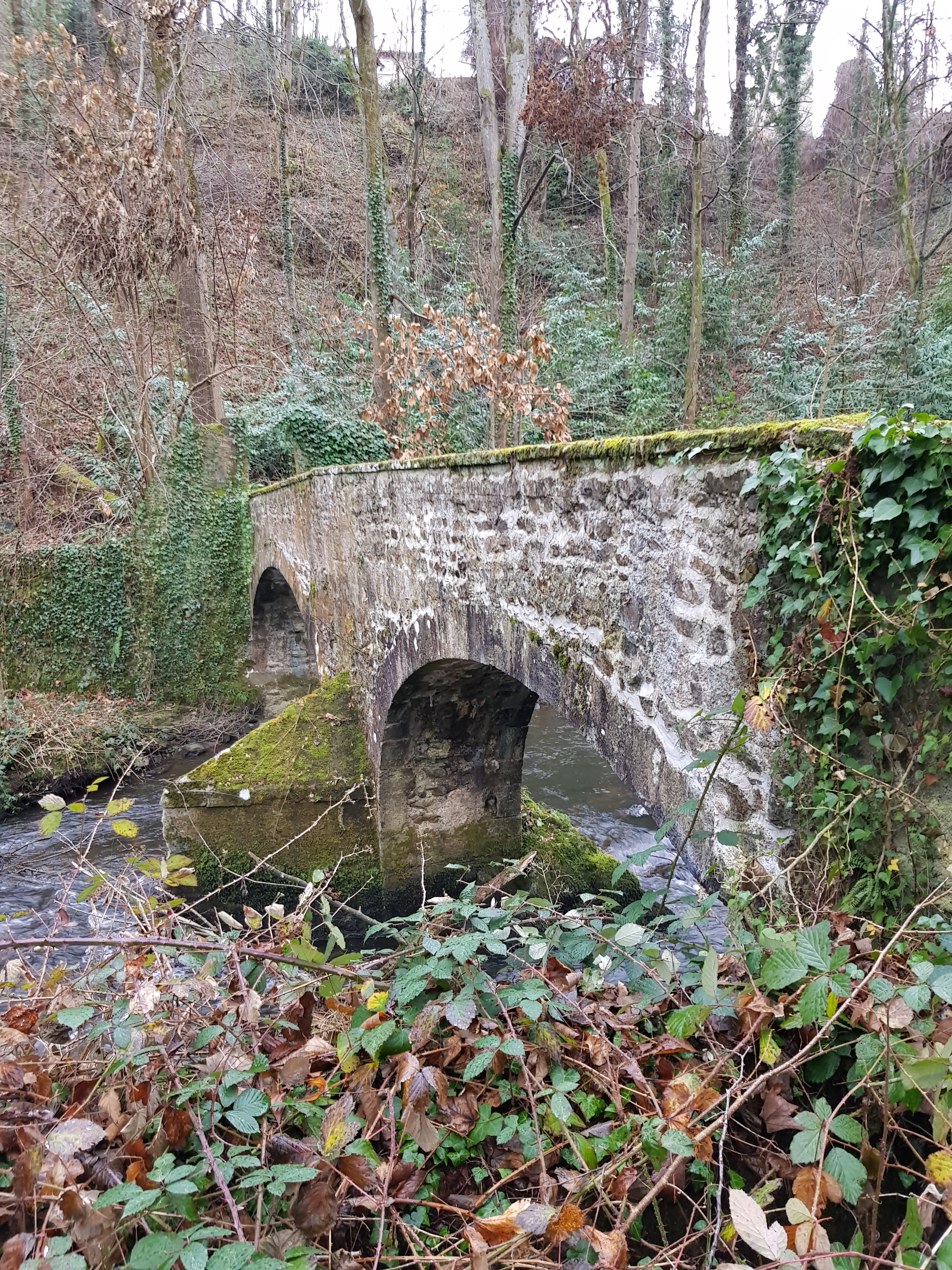
Le pont côté amont par rapport à la rivière. Le bec est visible devant la pile du pont.
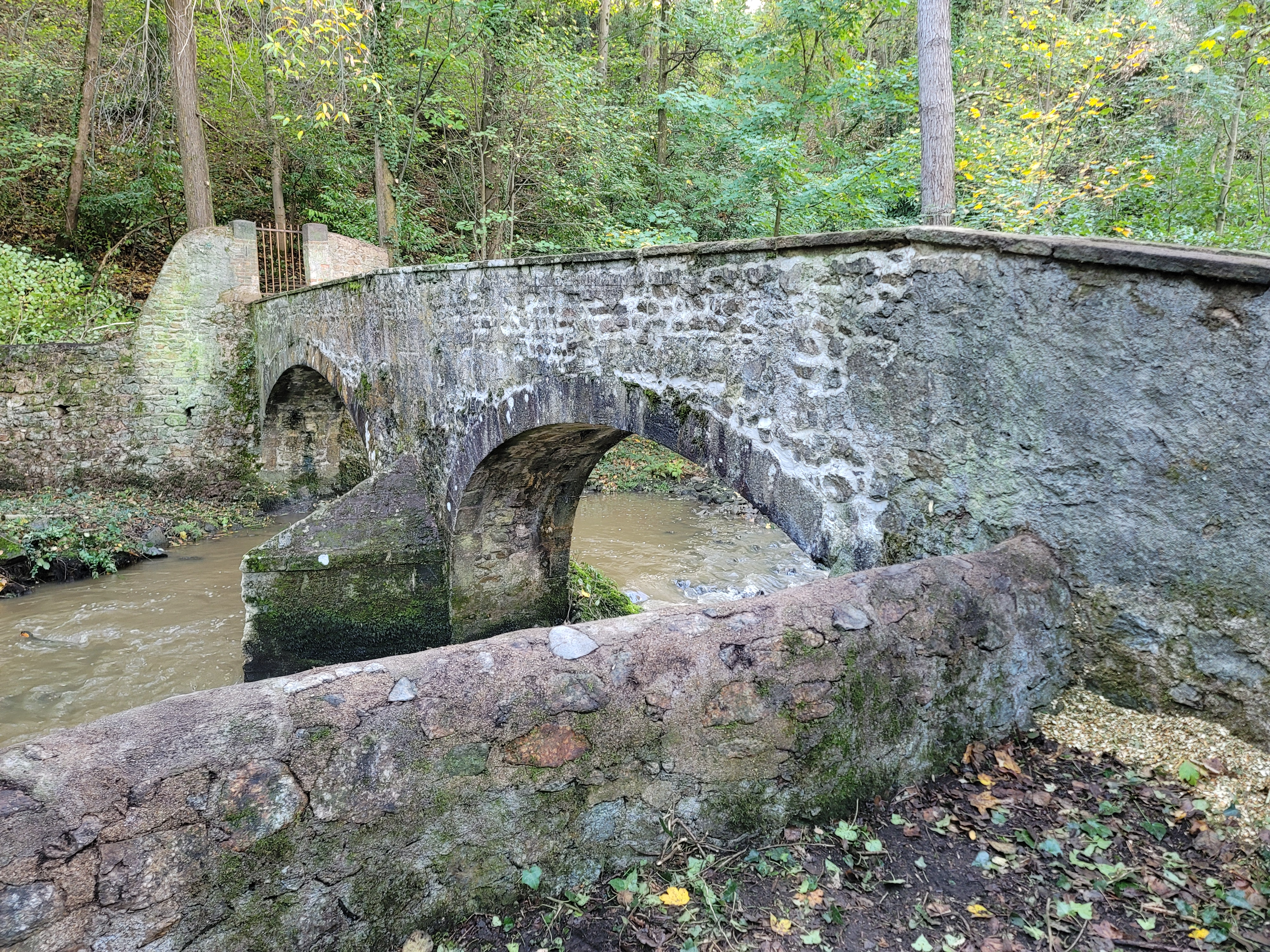
Le pont en octobre 2022 après défrichage et nettoyage.
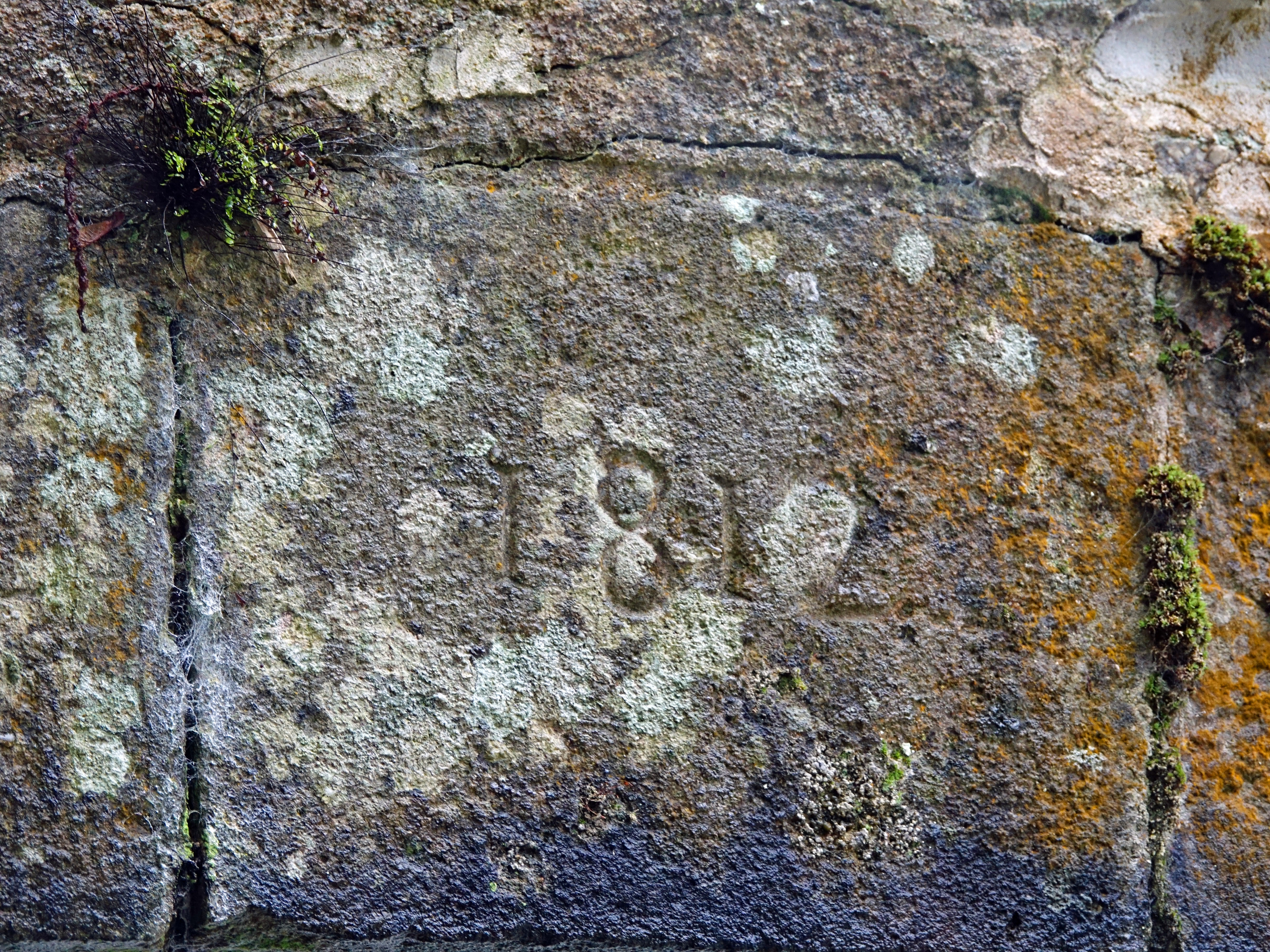
Date gravée sur la clé de voute : 1812 (2022)